# Bogdan Curta
Bogdan Curta (n. 13 septembrie 1982, Cluj-Napoca) este un cântăreț cantautor de muzică folk și muzică ușoară, compozitor, orchestrator, poet și prozator din România. De asemenea este realizator și prezentator de emisiuni radio.

## Biografie
Bogdan Curta și-a început cariera muzicală la 13 ani când a cântat la numeroase spectacole și emisiuni radio și de televiziune naționale. Primul său album, Îngeri din Rai, album de colinde și cântece de iarnă, a fost lansat în 2003 la Cluj-Napoca. Din 2006 și-a început cariera profesională printr-o dublă lansare oficială a unui album de compoziții muzicale proprii, și a unui volum de versuri și aforisme, ambele intitulate Dor de Primăvară. Au urmat trei noi albume de muzică lansate oficial până în prezent.
Bogdan a cantat în spectacole alături de Compact, Pasărea Colibri, Cargo, Direcția 5, Ducu Bertzi, Amadeus, Narcisa Suciu și Mircea Vintilă. Din 2009 și-a extins activitatea pe plan internațional, susținând spectacole pentru diasporă în Franța, Germania și Belgia, și relansându-și albumele muzicale în format digital, apărând pe magazine online globale de muzică precum iTunes Music Store, Amazon, Rhapsody sau eMusic. De asemenea, se menține continuu în topul celor mai urmăriți artiști de pe Trilulilu, principalul website autohton de videoclipuri, primind din partea fanilor distincția neoficială de „vedetă Trilulilu”.

## Discografie
- Îngeri din Rai colinde (2003)
- Dor de Primăvară (2006)
- Îngeri din Rai relansat (2007)
- Dor de Crăciun colinde (2008)
- Aripi de Îngeri (2009)

## Publicații
- Dor de Primăvară volum de versuri și aforisme (2006)